# Почётные граждане Ижевска
Почётный гражданин Ижевска — отличительное звание, присуждаемое за выдающийся вклад в экономическое, социальное и культурное развитие города Ижевска. Присвоение происходит по решению органов законодательной власти города. Лауреаты звания получают материальное вознаграждение и иные льготы.
Приведённый ниже список содержит имена, даты жизни и профессиональные данные всех лиц, удостоенных этого звания. Список составлен и выверен по официальному сайту администрации города Ижевск, а также в соответствии с критериями персональной значимости Википедии; отсортирован по годам присвоения звания.

## Присвоение
Звание учреждено в 1988 году. Решение о его присвоении первоначально принималось Ижевским исполкомом Городского Совета народных депутатов УАССР, с 1994 года эта функция передана Городской думе. Присваивается персонально, пожизненно и не может быть отозвано.
Основания присвоения звания:
1. Авторитет, известность у жителей города Ижевска, обретённые длительной общественной, культурной, научной, политической, хозяйственной и иной деятельностью на благо города.
2. Широкое общественное признание в городе Ижевске.
3. Совершение поступков, преумноживших историю и славу города.

Лауреатами звания могут быть как граждане Российской Федерации, так и иностранные граждане. С инициативой присвоения звания вправе выступать органы местного самоуправления города Ижевска, предприятия, учреждения, организации и граждане. Ходатайства направляются в специальную комиссию при администрации города, созываемую 4 раза в год; окончательное решение принимается в последней декаде мая. После этого утверждённые заявки передаются на рассмотрение Главе Администрации города, затем мэру; по его представлению кандидатуры выносятся на рассмотрение думы. Процедура присвоения звания и соответствующее заседание Думы происходит, как правило, один раз в год, накануне Дня города — 12 июня, хотя возможны исключения: Александр Волков был удостоен этого звания 15 декабря 2011 года.
Награждённым вручается памятный знак в форме медали, шёлковая лента, которая повязывается с правого плеча по левую руку, диплом и соответствующее удостоверение. Имена Почётных граждан заносятся в книгу, находящуюся на видном месте в администрации города. Фотографии некоторых из них размещаются на доске почёта на Центральной площади.

## Льготы и привилегии
Лицам, удостоенным звания «Почётный гражданин», со дня присвоения звания выплачивается ежемесячное материальное вознаграждение в размере восьми тысяч рублей; в случае его смерти пожизненное ежемесячное пособие в размере четырёх тысяч рублей назначается его жене (мужу). Пособие такого же размера ежемесячно выплачивается оставшимся без попечения родителей несовершеннолетним детям лица, удостоенного звания Почётного гражданина — до достижения им совершеннолетия. Начиная с 2012 года размеры всех пособий подлежат ежегодной индексации в зависимости от прогнозируемого уровня инфляции. Почётный гражданин освобождается от оплаты за жилищные услуги в муниципальном и ведомственном жилищном фонде.
Помимо этого почётным гражданам предоставляется право на первоочерёдный приём должностными лицами органов местного самоуправления города Ижевска, а также на получение от органов местного самоуправления информации, необходимой для осуществления деятельности, направленной на пользу города, кроме информации, которая является государственной, служебной или иной охраняемой законом тайной.
Почётные граждане города Ижевска приглашаются органами местного самоуправления города Ижевска на торжественные мероприятия, посвящённые государственным праздникам, Дню города и другим важным событиям.

## Список почётных граждан
| Год  | Портрет                                   | Имя                                | Даты жизни              | Род деятельности | Прим.  |
| ---- | ----------------------------------------- | ---------------------------------- | ----------------------- | --- | ------ |
| 1988 |                                           | Калашников Михаил Тимофеевич       | 10.11.1919 — 23.12.2013 | Конструктор стрелкового оружия на Ижевском машиностроительном заводе                                                     | [ 7 ]  |
| 1988 |                                           | Кулакова Галина Алексеевна         | 29.04.1942              | Спортсменка-лыжница, 4-хкратная чемпионка Олимпийских игр                                                                | [ 8 ]  |
| 1988 |                                           | Кулябин Иван Васильевич            | 27.06.1931 — 27.06.2000 | Слесарь Ижевского машиностроительного завода                                                                             | [ 9 ]  |
| 1988 |                                           | Черных Евгений Васильевич          | 20.08.1931 — 29.05.2012 | Сталевар Ижевского металлургического завода                                                                              | [ 10 ] |
| 1989 |                                           | Белобородов Валентин Михайлович    | 17.09.1929 — 4.09.2013  | Гравёр-оружейник Ижевского механического завода                                                                          | [ 11 ] |
| 1989 |                                           | Мамонтов Анатолий Васильевич       | 07.04.1937 — 23.04.2019 | Художественный руководитель государственного академического ансамбля песни и танца Удмуртской Республики «Италмас»       | [ 12 ] |
| 1989 |                                           | Орлов Василий Петрович             | 24.04.1912 — 15.05.1999 | Архитектор, председатель правления союза архитекторов УАССР (1967—1979)                                                  | [ 13 ] |
| 1990 |                                           | Перевощикова Александра Ивановна   | 11.11.1905 — 06.12.1995 | Профессор медицины, заведующая кафедрой детских болезней Ижевского государственного медицинского института               | [ 14 ] |
| 1995 |                                           | Зыков Михаил Ефимович              | 06.09.1918 — 10.06.2006 | Первый секретарь ижевского горкома КПСС (1963—1986)                                                                      | [ 15 ] |
| 1997 |                                           | Лещинский Лев Александрович        | 14.12.1925 — 05.10.2008 | Кардиолог, профессор Ижевской Государственной Медицинской Академии                                                       | [ 16 ] |
| 1997 |                                           | Одиянков Евгений Германович        | 16.10.1952 — 25.01.2020 | Кардиохирург, главный врач Республиканского кардиологического клинического диспансера                                    | [ 17 ] |
| 1997 |                                           | Шишкин Борис Владимирович          | 17.02.1927 — 14.11.1983 | Председатель исполкома ижевского городского совета депутатов трудящихся (1969—1980)                                      | [ 18 ] |
| 1999 |                                           | Шульга Борис Николаевич            | 23.01.1926 — 18.10.2002 | Ректор Удмуртского Государственного Университета (1972—1986)                                                             | [ 19 ] |
| 2000 |                                           | Берш Пётр Петрович                 | 16.12.1933 — 09.08.2002 | Главный архитектор города Ижевска (1968—1999)                                                                            | [ 20 ] |
| 2000 |                                           | Воскресенский Александр Васильевич | 29.01.1928 — 5.04.2014  | Генеральный директор ижевского электромеханического завода «Купол» (1964—1988)                                           | [ 21 ] |
| 2001 | Портрет Чижова Алексея Рудольфовича       | Чижов Алексей Рудольфович          | 15.10.1964              | Международный гроссмейстер шашек, 10-тикратный чемпион мира                                                              | [ 22 ] |
| 2001 |                                           | Шумилов Евгений Фёдорович          | 19.06.1943              | Историк, краевед, искусствовед, преподаватель Удмуртского Государственного Университета                                  | [ 23 ] |
| 2002 |                                           | Чирцев Сергей Григорьевич          | 05.10.1937 — 19.04.2004 | Инженер-испытатель ОАО «Ижмаш», гонщик-мотоциклист                                                                       | [ 24 ] |
| 2005 |                                           | Туганаев Виктор Васильевич         | 28.02.1941              | Профессор, заведующий кафедрой ботаники и экологии растений Удмуртского Государственного Университета                    | [ 25 ] |
| 2006 |                                           | Тихонова Тамара Ивановна           | 13.06.1964              | Спортсменка-лыжница | [ 26 ] |
| 2006 |                                           | Дорф Александр Ушерович            | 02.08.1946 — 30.05.2015 | Главный конструктор-оружейник Ижевского механического завода                                                             | [ 27 ] |
| 2006 |                                           | Тарасенко Виктор Дмитриевич        | 28.11.1933 — 19.08.2007 | Руководитель ижевской базы «Роскультторг» (1976—1999)                                                                    | [ 28 ] |
| 2007 |                                           | Безбородов Николай Александрович   | 29.09.1946              | Главный конструктор по стрелковому оружию ОАО «Концерн „Ижмаш“»                                                          | [ 29 ] |
| 2010 |                                           | Кудрявцев Геннадий Иванович        | 20.08.1947              | Генеральный директор ОАО «Ижевский мотозавод „Аксион-холдинг“»                                                           | [ 30 ] |
| 2010 |                                           | Валиахметов Игорь Нариманович      | 01.01.1950 - 01.12.2016 | Генеральный директор ОАО «Ижевский радиозавод»                                                                           | [ 31 ] |
| 2011 |                                           | Драгунов Евгений Фёдорович         | 20.02.1920 — 04.08.1991 | Конструктор стрелкового оружия на Ижевском машиностроительном заводе                                                     | [ 32 ] |
| 2011 | Портрет Волкова Александра Александровича | Волков Александр Александрович     | 25.12.1951 — 20.5.2017  | Глава Удмуртской Республики                                                                                              | [ 33 ] |
| 2015 |                                           | Белобородов Иван Федорович         | 15.11.1924 — 22.8.1985  | Дважды Герой Социалистического труда, директор Ижевского машиностроительного завода, генеральный директор ПО «Ижмаш»     | [ 34 ] |
| 2016 |                                           | Салтыков Анатолий Иванович         | 29.10.1947              | Политический деятель, первый мэр города Ижевска (1994—2001)                                                              | [ 35 ] |
| 2016 |                                           | Шаврин Олег Иванович               | 4.1.1936 — 17.03.2021   | Доктор технических наук. Ректор Ижевского государственного технического университета имени М. Т. Калашникова (1983—1988) | [ 36 ] |
| 2017 |                                           | Стрелков Николай Сергеевич         | 28.9.1951               | Доктор медицинских наук. Ректор Ижевской государственной медицинской академии (1993—2018)                                | [ 37 ] |
| 2017 |                                           | Ярыгин Владимир Александрович      | 1.4.1950                | Конструктор стрелкового оружия на Ижевском механическом заводе                                                           | [ 38 ] |
| 2018 |                                           | Балакин Виктор Васильевич          | 26.4.1947               | Политический деятель, мэр (позднее — Глава) города Ижевска (2001—2010)                                                   | [ 39 ] |
| 2018 |                                           | Боровик Юрий Иванович              | 26.3.1938               | Инженер-электрик, генеральный директор ОАО «Удмуртэнерго»                                                                | [ 40 ] |
| 2019 |                                           | Заварзина Надежда Анатольевна      | 3.12.1955               | Учитель русского языка и литературы, директор лицея № 86 Ижевска                                                         | [ 41 ] |
| 2019 |                                           | Ощепков Сергей Фёдорович           | 2.10.1967—7.8.2018      | Бизнесмен, меценат, основатель Корпорации «Центр»                                                                        | [ 42 ] |
| 2020 |                                           | Абрамов Сергей Егорович            | 10.7.1956—23.5.2019     | Хоккеист, бо́льшую часть карьеры выступавший за «Ижсталь»; хоккейный тренер                                               | [ 43 ] |
| 2020 |                                           | Матвеев Олег Дмитриевич            | 10.7.1956               | Командир ОМОН Удмуртии                                                                                                   | [ 44 ] |
| 2020 |                                           | Селивановский Сергей Николаевич    | 19.10.1937              | Инженер-электрик, преподаватель ИжГТУ, краевед                                                                           | [ 45 ] |
| 2020 |                                           | Сираев Наил Рафикович              | 13.3.1957               | Директор школы-интерната № 15 Ижевска, депутат Городской думы Ижевска                                                    | [ 46 ] |
| 2020 |                                           | Украинец Николай Дмитриевич        | 14.11.1945              | Полковник в отставке, писатель, политик                                                                                  | [ 47 ] |
| 2021 |                                           | Зиятдинов Фанил Газисович          | 29.1.1951               | Генеральный директор Ижевского электромеханического завода «Купол»                                                       |        |
| 2021 |                                           | Лукин Владимир Валерьянович        | 8.2.1946                | Президент Федерации пулевой и стендовой стрельбы Удмуртии                                                                |        |
| 2021 |                                           | Собин Олег Игнатьевич              | 3.1.1939                | Генеральный директор ПО «Ижмаш» (1987—1995)                                                                              |        |
| 2022 |                                           | Романов Леонид Григорьевич         | 20.4.1937               | Театральный деятель |        |

## Статистика награждённых по годам
| 1988 | 1989 | 1990 | 1991 | 1992 | 1993 | 1994 | 1995 | 1996 | 1997 | 1998 | 1999 | 2000 | 2001 | 2002 | 2003 | 2004 | 2005 | 2006 | 2007 | 2008 | 2009 | 2010 | 2011 | 2012 | 2013 | 2014 | 2015 | 2016 | 2017 | 2018 | 2019 | Всего | Посмертно |
| ---- | ---- | ---- | ---- | ---- | ---- | ---- | ---- | ---- | ---- | ---- | ---- | ---- | ---- | ---- | ---- | ---- | ---- | ---- | ---- | ---- | ---- | ---- | ---- | ---- | ---- | ---- | ---- | ---- | ---- | ---- | ---- | ----- | --------- |
| 4    | 3    | 3    | 1    | 1    | 0    | 0    | 1    | 0    | 3    | 0    | 1    | 2    | 3    | 2    | 0    | 2    | 1    | 2    | 2    | 1    | 0    | 3    | 2    | 0    | 0    | 0    | 4    | 3    | 2    | 2    | 2    | 51    | 4         |

## Увековечивание памяти почётных граждан
- 22 мая 2009 года была установлена мемориальная доска Борису Шишкину по адресу: Советская улица, 21а — на доме, где он жил с 1971 по 1983 годы[48].